# Thinking It Over
Thinking It Over è l'album di debutto del gruppo inglese dei Liberty X, vincitore del talent show britannico Popstars. Il lavoro è stato pubblicato nel 2002.

## Tracce
1. "Thinking It Over" (Lundon, Young, Hart, Applegate, Sullivan, Craig, Devereux)
2. "Just a Little" (Escoffery, Hammond Hagan)
3. "Doin' It" (Steve DuBerry, Hart & McLaughlin)
4. "Wanting Me Tonight" (Escoffery, Gee, Liberty X)
5. "Got to Have Your Love" (Wilson, Khaleel, Rodriguez)
6. "No Clouds" (Young, Taylor, Lundon, Simm, Mushtaq)
7. "Everyday" (Simm, Lundon, O'Mahony, Keynes, Harwood)
8. "Saturday" (Escoffery, Mushtaq)
9. "Holding On for You" (Prime, Simm, Lundon, Taylor, Young, Laws, Hurrell)
10. "I Got What You Want" (Taylor, Young, Glass, Brant, Morgan)
11. "Feel the Rush" (Anderson, Ankelius, McLaughlin)
12. "Right Here Right Now" (Lundon, Simm, Hart, Harwood, Keynes, O'Mahony, Remanda)
13. "Dream About It" (Liberty X, Laws, Hurrell)
14. "Never Give Up" (Lundon, Simm, Young, Taylor)